# Hydrovatus asemus
Hydrovatus asemus là một loài bọ cánh cứng trong họ Bọ nước. Loài này được Biström miêu tả khoa học năm 1997.